# Spejlbredpande
Spejlbredpande (Heteropterus morpheus) er en sommerfugl i bredpandefamilien. Spejlbredpanden foretrækker frodige blomsterrige enge og skovlysninger, med forekomst af planten blåtop.

## Udbredelse
Arten er kun fundet i 15 eksemplarer i Danmark og det er tvivlsomt at den yngler her. Det første eksemplar blev fundet i Roden Skov på Lolland i 1939. I Nordtyskland er den ret almindelig og her flyver den fra sidst i juni til først i august. Den findes desuden spredt i det øvrige Europa og østpå findes den gennem den tempererede del af Asien helt til Korea.

## Udseende
Vingeoversiderne er ensfarvet brun med lyse frynser og enkelte små lyse pletter. Undersiden er derimod meget flot, med 12 store ovale lysegule til hvide pletter indrammet med mørkebrune streger på en orangegul bund. De to køn ligner hinanden og der er ringe variation indenfor arten. Spejlbredpanden har et vingefang på op til 36 mm og er dermed en af Europas største bredpander.

## Livscyklus
Ægget lægges på græsblade og klækkes efter ca. en uge. Larven lever i et rør den har konstrueret ud af et græsblad. Her overvintrer larven til næste forår, hvor den forpupper sig i juni. Efter et par uger kommer den voksne spejlbredpande frem fra puppen.

## Larvens foderplanter
Sommerfuglelarver er specialiserede til kun at æde nogle få planter. Larver af spejlbredpande lever af Almindelig Blåtop, Kattehale og Mynte.